# St Stephen-in-Brannel
St Stephen-in-Brannel est une paroisse civile et un village des Cornouailles, en Angleterre.